# Алакольская нефтегазоносная область
Алако́льская нефтегазоно́сная о́бласть в геологическом отношении связана с одноименной межгорной впадиной, ограниченной с севера хребтом Тарбагатай, с юго-запада Джунгарским Алатау, а с юго-востока — хребтами Берлик и Майли.
Нефтегазоносность впадины оценивалась благоприятно многими исследователями с 1933 года по настоящее время. При этом предполагалось, что осадочный чехол до кровли палеозоя здесь будет увеличен как в бортовых, так и в центральных частях впадины (имелись точки зрения о том, что максимальные глубины до поверхности палеозоя достигнут 10-15 км).
Проведённые в 1958 году сейсмические региональные работы MOB и КМПВ[прояснить] в совокупности с поисковыми работами на другие полезные ископаемые позволяют считать, что в геологическом строении впадины принимает участие породы палеозоя, мезозоя и кайнозоя.

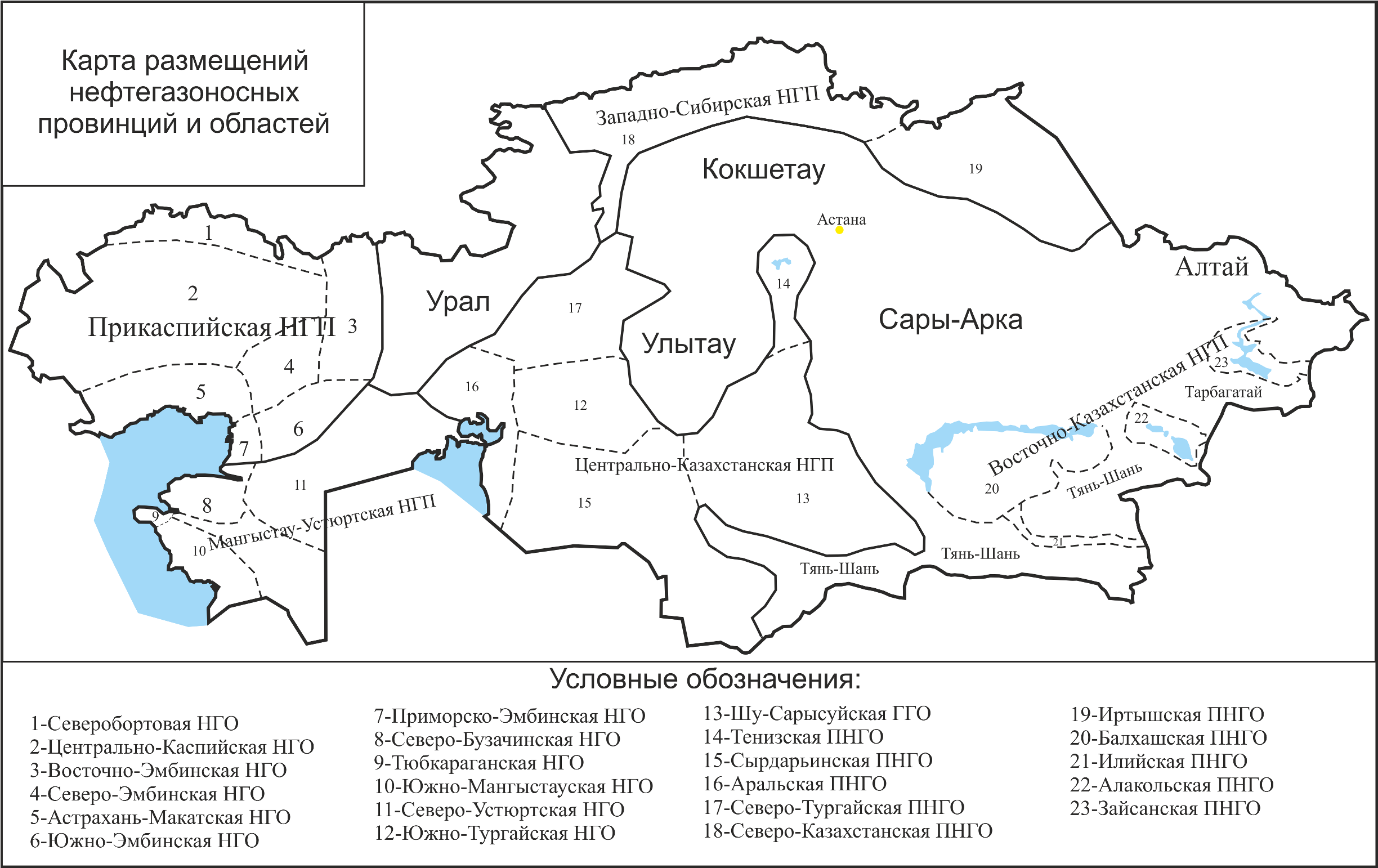

Породы палеозойского возраста в пределах впадины не обнажаются и изучались только в её обрамлении. Они интенсивно дислоцированы, разбиты разломами, прорваны интрузиями и образуют фундамент Алакольской впадины. 
По геофизическим данным предполагается, что под впадиной развиты вулканогенные и вулканогенно-осадочные толщи, наиболее древними из которых являются вулканиты нижнего девона.